# Cologno Monzese
Cologno Monzese là một đô thị ở tỉnh Milano, vùng Lombardia của Italia, khoảng5 km north-east of Milano. Tại thời điểm ngày 31 tháng 12 năm 2004, đô thị này có dân số 48.365 người và diện tích là 8,7 km².
Đô thịCologno Monzese gồm cácfrazione (subdivision) San Maurizio al Lambro.
Cologno Monzese giáp các đô thị sau:Brugherio, Sesto San Giovanni, Cernusco sul Naviglio, Milano, Vimodrone.